# Ciomăgești
Ciomăgești – wieś w Rumunii, w okręgu Ardżesz, w gminie Ciomăgești. W 2011 roku liczyła 67 mieszkańców.